# رضا قاسمی
رضا قاسمی (متولد ۱۳۲۸ در ورنامخواست) نویسنده، آهنگ‌ساز و کارگردان تئاتر اهل ایران است.

## زندگی
رضا قاسمی در سال ۱۳۲۸ در ورنامخواست اصفهان به دنیا آمد. اولین اثر او نمایشنامه کسوف بود که در ۱۸ سالگی نوشت و دو سال بعد در دانشگاه تهران به روی صحنه برد. در سال ۱۳۵۵ جایزه اول تلویزیون ملی ایران برای بهترین نمایشنامه به اثر او چو ضحاک شد بر جهان شهریار تعلق گرفت. او از سال ۱۳۴۹، هم زمان با تحصیل در دانشکده هنرهای زیبا، به نمایشنامه نویسی و کارگردانی تئاتر پرداخت و آثاری چون کسوف، آمدورفت، نامه‌هایی بدون تاریخ از من به خانواده‌ام و بالعکس، و چاه را به صحنه آورد. نویسندگی و کارگردانی سه نمایشنامه اتاق تمشیت، ماهان کوشیار و معمای ماهیار معمار هم حاصل فعالیت او در دورهٔ پس از انقلاب است. اما شرایط کار برای اش سخت شد و در سال ۱۳۶۵ مهاجرت کرد و از آن زمان در فرانسه زندگی می‌کند.
رمان معروف او با نام همنوایی شبانه ارکستر چوب‌ها در سال ۱۹۹۶ در آمریکا و در سال ۱۳۸۱ در ایران به چاپ رسید و جوایز مختلفی را برایش به ارمغان آورد.
قاسمی در زمینه موسیقی ایرانی فعالیت کرده و به آهنگسازی و نوازندگی مانند بداهه‌نوازی در اصفهان و راست پنجگاه پرداخته‌است.

## آثار

روی جلد کتاب "همنوایی شبانه ارکستر چوبهاً

### رمان
- همنوایی شبانه ارکستر چوب‌ها، نشر کتاب، لس آنجلس (۱۹۹۶)، و نیز: انتشارات نیلوفر، تهران
- چاه بابل، نشر باران، سوئد (۱۹۹۹)
- وردی که بره‌ها می‌خوانند (۲۰۰۲ نشر اینترنتی)، انتشارات خاوران، پاریس (۲۰۰۸)[۴]

### نمایشنامه[نیازمند منبع]
- کسوف (۱۳۴۷)
- صفیه موعود (۱۳۵۰)
- نامه‌هایی بدون تاریخ از من به خانواده‌ام و بالعکس (۱۳۵۳)
- چو ضحاک شد بر جهان شهریار (۱۳۵۵)
- اتاق تمشیت (۱۳۵۸)
- خوابگردها (۱۳۶۰)
- ماهان کوشیار (۱۳۶۲)
- معمای ماهیار معمار (۱۳۶۴)
- حرکت با شماست مرکوشیو! (۱۹۹۰)
- تمثال (۱۹۹۱)

### داستان
- نارون کوچک، نارون تنها (۱۳۴۹)
- پرتگاه ۱۹۹۶
- چتر و گربه و دیوار باریک ۱۹۹۷

### شعر
- لکنت (۱۹۹۰–۲۰۰۱)

### پژوهش
- موسیقی در تعزیه (۱۳۵۴)
- تأملاتی در باب موسیقی ایرانی (۱۹۸۶–۱۹۹۰)
- حلقه گمشده آمارا (۱۹۹۵–۲۰۰۱)

### نشر الکترونیکی
- نشریه ادبی با نام دوات (تأسیس اوت ۲۰۰۱)

### موسیقی
- «چهارده قطعه برای بازپریدن» آهنگ‌های رضا قاسمی با آواز سپیده رئیس‌السادات (۱۳۸۹)
- گل صد برگ با صدای شهرام ناظری[۵]
- سیاوشخوانی (در چهارگاه)
- اصفهان ـ راست پنجگاه (بداهه نوازی).[۶]
- دشتی ـ ماهور با صدای هما نیکنام (سی دی) Buda musique، پاریس[۷]

### کارگردانی تئاتر
- کسوف، ۱۳۴۹ (دانشکده هنرهای زیبا)
- آمد و رفت (از ساموئل بکت) ۱۳۴۹ (دانشکده هنرهای زیبا)
- نامه‌هایی بدون تاریخ از من به خانواده‌ام و بالعکس (کارگاه نمایش، ۱۳۵۳)
- چاه (از داود دانشور) ۱۳۵۶ (کار تجربی با نوجوانان شیر و خورشید سرخ شاهرود)
- چاه (از داود دانشور) ۱۳۵۷ (کارگاه نمایش)
- اتاق تمشیت، ۱۳۶۰ (تئاتر شهر)
- ماهان کوشیار، ۱۳۶۳ (تئاتر چارسو)
- معمای ماهیار معمار، ۱۳۶۵ (تئاتر شهر)

### آثار منتشر شده به زبان فرانسه
- Harmonie nocturne 2001 - Editions Phébus [نیازمند منبع]

ترجمه ژان شارل فلورس
- Le dilemme de l’architecte Mâhyâr 1988 - Editions Les Solitaires Intempestifs [نیازمند منبع]

ترجمه ژان شارل فلورس. اجرا شده در ژون تئاتر ناسیونال، به کارگردانی امانوئل کوردلیانی، پاریس، آوریل ۲۰۰۱
- Portrait 1995 - Editions L’Harmattan

ترجمهٔ مونیک پیکارد، اجرا شده به صورت میزان اسپاس در ژون تئاتر ناسیونال، به کارگردانی امانوئل کوردلیانی، پاریس، مارس ۲۰۰۱ 
- A vous de jouer Mercutio! ۱۹۹۵ - Editions L’Harmattan

ترجمهٔ مونیک پیکارد، اجرا شده به صورت نمایشنامهٔ رادیویی به کارگردانی کلود گر، پاریس، رادیو فرانس کولتور، ۱۹۹۶

## جوایز
- جایزه رمان برگزیده دهه نویسندگان و منتقدان مطبوعات در سال ۱۳۸۸ همنوایی شبانه ارکستر چوب‌ها[۸]
- جایزه رمان اول از بنیاد گلشیری ۱۳۸۱ همنوایی شبانه ارکستر چوب‌ها[۹]
- جایزه بهترین رمان سال از نویسندگان و منتقدان مطبوعات ۱۳۸۱ همنوایی شبانه ارکستر چوب‌ها[۱۰]
- «تندیس ویژهٔ رمان تحسین شده» جایزه مهرگان ادب (پکا) ۱۳۸۱ همنوایی شبانه ارکستر چوب‌ها[۱۰]
- جایزه اول مسابقه نمایشنامه‌نویسی جشن طوس (تلویزیون ملی ایران) برای چو ضحاک شد بر جهان شهریار ۱۳۵۵[۱۱]